# Soledad (Piura)
Soledad es una localidad peruana ubicada en el distrito de Bellavista de la Unión, perteneciente a la provincia de Sechura del departamento de Piura, al norte del Perú. En el 2017 tenía una población de 61 habitantes.